# マイティ・ソー (映画)
『マイティ・ソー』（Thor）は、2011年のアメリカ合衆国のスーパーヒーロー映画。マーベル・スタジオ製作。主演はクリス・ヘムズワース。
「マーベル・コミック」のヒーローコミック『マイティ・ソー』の実写映画化の第1作品目。また、様々な「マーベル・コミック」の実写映画を、同一の世界観のクロスオーバー作品として扱う『マーベル・シネマティック・ユニバース』としては、第4作品目の映画となる。

## 概要
「マーベル・コミック」の作品『マイティ・ソー』を原作とする実写映画化作品。様々な「マーベル・コミック」のヒーロー作品を、同一の世界観でクロスオーバー作品として扱う一大企画『マーベル・シネマティック・ユニバース』の一作品でもあり、その中では『アイアンマン2』に続く第4作品目となる。
主演のクリス・ヘムズワースとトム・ヒドルストンはハリウッドの駆け出し俳優だったが、北米で2週連続1位を記録。世界興行収入で4億ドル以上売上げるなどのヒットとなった。それを受けて2作目の製作も決定した。日本では7月2日に公開され、キャッチコピーは「神失格の男(ヒーロー)"二つの世界"の運命は彼の手に」である。

## ストーリー
西暦965年。オーディン率いるアスガルドの軍団は、ラウフェイ率いるヨトゥンヘイムのフロスト・ジャイアントの侵略からミッドガルド（地球）を守るために戦っていた。戦闘の末、アスガルドの戦士たちはフロスト・ジャイアントを破り、そのパワーの源である「箱」を押収した。
現代。オーディンの息子のソーのアスガルド王位継承の儀式の最中に、フロスト・ジャイアントが「箱」を奪おうと宝物庫に侵入したが、戦闘マシン「デストロイヤー」に阻止される。オーディンは休戦を崩したくないとするが、儀式を台無しにされたソーはオーディンの制止を無視し、弟のロキ、幼馴染のシフ、「ウォリアーズ・スリー」のヴォルスタッグ、ホーガン、ファンドラルを引き連れ、ヨトゥンヘイムに攻め込んだ。激戦の中、オーディンが介入して一同は退却するが、アスガルドとヨトゥンヘイムは開戦の危機を迎えた。怒ったオーディンは罰としてソーのパワーを奪い、ムジョルニアと共に地球に追放した。
ソーはニューメキシコ州へと落下し、天文物理学者のジェーン・フォスター、そのアシスタントのダーシー、指導者のエリック・セルヴィグ博士に発見される。やや離れた場所でムジョルニアも発見され、S.H.I.E.L.D.のエージェントのフィル・コールソンらが調査を始める。ジェーンはワームホールの研究のヒントがソーにあると考えるが、研究データや機材をS.H.I.E.L.D.に押収されてしまう。ムジョルニアを探すソーと研究データを取り戻したいジェーンはS.H.I.E.L.D.のキャンプに向かい、ソーは単身で突入するが地面に刺さったムジョルニアを持ち上げられず、捕らわれてしまう。その後、ソーはセルヴィグの助けで解放されてジェーンと再会し、彼女と惹かれあう中で、自身の行いを反省し、追放という罰を受け入れようとしていた。
一方アスガルドでは、ロキは自分がオーディンによって拾われたラウフェイの息子だったと知る。すべてを明かした直後に深い「眠り」についてしまったオーディンに代わってロキは王位へつき、さらにヨトゥンヘイムに行ってラウフェイにオーディンを暗殺すれば「箱」を返すと持ちかけた。ロキに不信感を抱いたシフとウォリアーズ・スリーは、ソーを戻すためにビフレストの番人であるヘイムダルを説得し、地球へと向かった。これを知ったロキはソー抹殺のためにデストロイヤーを地球へ送り込んだ。
シフとウォリアーズ・スリーがデストロイヤーに立ち向かうが歯が立たない。友と地球の人々を守るため、ソーはその身をデストロイヤーの前にさらし致命傷を負う。その時、再びソーを主と認めたムジョルニアが飛来し、力を取り戻したソーはデストロイヤーを粉砕した。そしてロキを止めるため、ソーは仲間たちと共にアスガルドへ帰還する。
ロキの手引きでオーディンの寝室に侵入したラウフェイだが、そこでロキに返り討ちにされる。全ては王位継承者としての伯付けを目論むロキの罠だった。報復の大義名分を得たロキは、ビフレストを暴走させてヨトゥンヘイムを滅ぼそうとし、これを止めようとするソーと激闘を繰り広げる。ソーは二度とジェーンに会えなくなると覚悟の上でビフレストを破壊する。二人は宇宙に投げ出される寸前に目覚めたオーディンに助けられるが、敗北を悟ったロキは自ら宇宙の彼方へと姿を消す。
全てが終わり、ソーはビフレストの跡地に佇むヘイムダルに地球の様子を尋ねる。ヘイムダルの目にはソーと再会するために研究を続けるジェーンの姿が映っていた。
その後、S.H.I.E.L.D.の基地に招かれたセルヴィグ博士はニック・フューリーから無限の力を生み出す謎のキューブの調査を依頼される。何かに魅入られるように依頼を承諾するセルヴィグ。傍らの鏡に映るセルヴィグの隣にはロキの姿があった。

## 登場人物・キャスト
ソー
演 - クリス・ヘムズワース、日本語吹替 - 三宅健太
北欧神話の雷神“トール”のモデルである、アスガルドの第1王子にして、オーディンとフリッガの実子である次期アスガルド王候補。全能のハンマー“ムジョルニア”を持ち、アスガルド最強と称されるほどの戦闘力を持つ。
アスガルドの王位継承の戴冠式の日、氷の巨人群に式典を台無しにされ、怒りを抑えきれず氷の巨人らへの報復としてヨトゥンヘイムで乱闘し、アスガルドとヨトゥンヘイムの休戦協定を不安定にしたとして、オーディンにより地球へ追放されてしまう。だが、そこで出会ったジェーンたちとの交流によって成長していき、やがてロキとの対決に臨むことになる。
少年期のソー
演 - ダコタ・ゴヨ、日本語吹替 - 加藤幹夫

ジェーン・フォスター
演 - ナタリー・ポートマン、日本語吹替 - 坂本真綾
“フォスター理論”を提唱する天文物理学者。ニューメキシコでオーロラを観測中にソーと出会い、当初は彼からワームホールの秘密を感じ取り、興味本位で触れ合うが、やがて互いに大きな影響を与えるほど惹かれあっていく。
ロキ
演 - トム・ヒドルストン、日本語吹替 - 平川大輔
北欧神話の悪戯の神“ロキ”のモデルである、アスガルドの第2王子にして、ソーの弟。嘘や悪戯・口八丁にも長け、ソーに対して尊敬する半ば、激しい嫉妬心や劣等感を抱き、彼ではなく自らがアスガルドの王に就こうと切望するなど、複雑な感情を持つ。
実はソーやオーディン、フリッガとの血の繋がりは無いどころか純然なアスガルド人でもなく、ヨトゥンヘイムの長であるラウフェイの実の息子であった。赤子の頃、ヨトゥンヘイムの寺院に捨てられているところをオーディンに拾われ、長年ソーと共に育てられてきた。
兄への嫉妬から、氷の巨人と密約してアスガルドの戴冠式を中止させ、ソーが追放されると自らの出自を知ってアスガルドの王位確立のため、ソーの抹殺とヨトゥンヘイム壊滅に乗り出す。
少年期のロキ
演 - テッド・オールプレス、日本語吹替 - 中村優斗

エリック・セルヴィグ
演 - ステラン・スカルスガルド、日本語吹替 - 金子由之
カルバー大学に籍を置く初老の天文物理学者。ジェーンの父親替わりの良き理解者でもあり、彼女の研究活動をサポートする。
ダーシー・ルイス
演 - カット・デニングス、日本語吹替 - 田村睦心
政治科学専攻の大学生で、ジェーンの親友。単位取得の為にジェーンの研究に助手として協力している。
フィル・コールソン
演 - クラーク・グレッグ、日本語吹替 - 村治学
S.H.I.E.L.D.エージェント。本作では、普段の彼からは想像できないほどの冷厳な行動をとる。
ラウフェイ
演 - コルム・フィオール、日本語吹替 - 水野龍司
北欧神話の巨人“ラウフェイ”のモデルである、氷の巨人の王で、ヨトゥンヘイムの支配者。ロキの実父でもある。アスガルドと長年に渡り休戦協定を結んでいたが、オーディンに奪われた冬の小箱を取り戻そうと、ロキと結託する。
ヘイムダル
演 - イドリス・エルバ、日本語吹替 - 斉藤次郎
北欧神話の光の神“ヘイムダル”のモデルであるアスガルドの戦士にして、ビフレストの天文台の番人。愛用の長剣“ホーフンド”でビフレストを起動させる使命を持ち、オレンジ色の瞳で宇宙中の星々のあらゆる出来事を見据え、そこにいる者と交信できる超常的な能力を有する。
ウォーリアーズ・スリー
アスガルドの冒険家にして、勇敢な男性戦士3人組。ソーとは数々の戦で名を挙げており、シフも交えて深い友情で結ばれ、全員で行動を共にすることが多い。本作では、ヨトゥンヘイムでの氷の巨人戦に同行し、反逆だと知りつつもソーを迎えに地球へ行き、デストロイヤー戦まで、ソーのために戦う。
ヴォルスタッグ
演 - レイ・スティーヴンソン、日本語吹替 - 咲野俊介
“大いなるヴォルスタッグ”と呼ばれる戦士。巨大な両刃の戦斧を振るい豪快に戦う。
ファンドラル
演 - ジョシュア・ダラス、日本語吹替 - 小松史法
“鮮烈なるファンドラル”と呼ばれる戦士。一振りの長剣を鮮やかにふるい戦う。
ホーガン
演 - 浅野忠信、日本語吹替 - 浅野忠信
“強面のホーガン”と呼ばれる、ヴァナヘイム出身の戦士。戦闘では棘の収納が可能なモーニングスターをふるい、短剣の投擲も披露する。
シフ
演 - ジェイミー・アレクサンダー、日本語吹替 - 北西純子
北欧神話の女神“シヴ”のモデルであるアスガルドの女戦士。“レディ・シフ”とも呼ばれる。
イサベラ・アルヴァレス
演 - アドリアナ・バラッザ
プエンテ・アンティグオのダイナーの女主人。
ジャスパー・シットウェル
演 - マキシミリアーノ・ヘルナンデス、日本語吹替 - 丸山壮史
禿頭に眼鏡が特徴のS.H.I.E.L.D.エージェント。ベースキャンプやビフレスト跡地といった現場では、同僚であり友人でもあるコールソンの補佐を務めた。
フリッガ
演 - レネ・ルッソ、日本語吹替 - 滝沢久美子
北欧神話の女神“フリッグ”のモデルである、アスガルドの王妃。夫のオーディンと共に、実子のソーと養子のロキを分け隔てなく育てた良妻賢母で、熟練した魔女でもある。
オーディン
演 - アンソニー・ホプキンス、日本語吹替 - 浦山迅
北欧神話の主神にして、戦争と魔術を司る全能の神“オーディン”のモデルである、アスガルドの国王。ソーとロキの父親であり、この世の始まりからアスガルドと九つの世界の民を守ってきた。
ノンクレジット・カメオ出演
クリント・バートン / ホークアイ
演 - ジェレミー・レナー、日本語吹替 - 阪口周平
“ホークアイ”のコードネームを持つS.H.I.E.L.D.エージェントで、狙った標的に放った矢を百発百中で命中させる驚異的なアーチャー。コールソンから、ソーの対処命令を受けて弓を構える。
ニック・フューリー
演 - サミュエル・L・ジャクソン、日本語吹替 - 手塚秀彰
S.H.I.E.L.D.長官。
- その他日本語吹き替え

東條加那子、山口登、杉野博臣、広田みのる、松本忍、高岡瓶々、中西としはる、玉野井直樹、町田政則、遠藤大智、白石充、杉村憲司、片貝薫、宗川めぐみ、永田依子、坂巻学、野一祐子

## 設定・用語

### 武器・兵器・アイテム
ムジョルニア
北欧神話の鎚“ミョルニル”のモデルである、「死にゆく星の心臓で作られた」と言われる全能の鉄鎚。オーディン曰く、「全てを滅ぼす武器であり、創造の道具ともなる」。後に『アベンジャーズ/インフィニティ・ウォー』にて、九つの世界の一つである惑星“ニダベリア”に住む“ドワーフ”たちにより、“ウル”という金属を材料にして作り出されたことが明かされた。
当初はアスガルドの王宮の武器庫に保管されていたが、成人したソーを持ち主と認め、彼の手に収まり、ソーの愛用の武器となった。
ホーフンド
北欧神話の聖剣“ホーフンド”のモデルである、ヘイムダルが管理・使用する長剣。武器としても、虹の橋・ビフレストを起動させるキーとしても運用される。
グングニル
北欧神話の槍“グングニル”のモデルである、“王の杖”・“万能の槍”と言われる、アスガルドの王が持つ黄金色の長杖。オーディンやロキが振るう。
デストロイヤー
アスガルドの王宮の武器庫を守護する、体高数メートルの人型兵器。グングニルを持つ者に操作され従う。
古の冬の小箱
氷の巨人の力の源であり、地球暦965年の闘いでアスガルド軍がヨトゥンヘイムの寺院から奪った禍々しい小箱。
武器庫のアイテム
アスガルドの王宮の武器庫には上記の3つ以外にも、インフィニティ・ストーンの力を最大限に発揮できる手袋：“インフィニティ・ガントレット”（右手用のレプリカ）、“生命と時間の石版”、“ウォーロックの眼”、“音叉”、“エターナル・フレイム（永久なる炎）”などのアイテムが保管・展示されている。
テッセラクト
MCUの大半の作品においてキーアイテムとなる、“インフィニティ・ストーン”の内の一つである“スペース・ストーン”を内包した青白い立方体。物語のラストでニック・フューリーがこれの研究調査をセルヴィグに依頼する。
TASER X26
ダーシーが護身用に携行しているテイザー銃。ジェーンたちが地球に追放されて間もないソーに遭遇した時に、威嚇してきた彼へダーシーが撃って気絶させてしまう。
コンパウンドボウ
クリント・バートン/ホークアイが銃器庫から持ち出した弓。

### 車両
- ピンツガウアー710k - ジェーンたちが天体観測用に運用するカスタム車。
- ダッジ・ラム（2代目） - ニューメキシコの砂漠で、老人が本車両の荷台とロープで結んだムジョルニアを地面から引き抜こうと試みたが、荷台が外れてしまう結果となる。

#### S.H.I.E.L.D.の所有車両
- アキュラ・ZDX - コールソンが本車両でニューメキシコに到着する。
- アキュラ・MDX YD2型
- メルセデス・ベンツ・スプリンター W906型

### 種族・生物

#### 種族
アスガルド人
アスガルドの住民にして、“アース神族”のモデルである人類。
地球人
地球の住民である人類。
氷の巨人
“霜の巨人”のモデルである、ヨトゥンヘイムに住む巨人族。
地球暦965年に地球のノルウェーのトンスベルグにおけるアスガルド軍との戦闘の末に、アスガルドとは協定を結び、長年休戦状態となった。
だがロキの手引きにより、協定を破ってアスガルドの王宮の武器庫へ小箱を狙って侵入し、本作の一件の発端を生む。

#### 生物
スレイプニル
“スレイプニル”のモデルである、8本脚の軍馬。
フロスト・ビースト
ヨトゥンヘイムに棲息する四足歩行の巨獣。氷の巨人と同様に非常に獰猛で、その巨体に反してかなりの速度で疾走する。
同種の別個体が数体存在し、『マイティ・ソー/ダーク・ワールド』にも登場する。

### 九つの世界と施設・組織

#### アスガルド
概要
九つの世界の頂点と言われる“神の国”。
ヴァーラススキャルヴ
パイプオルガンのような外観をした、アスガルドの王の宮殿。
武器庫
王宮の下層部に造られた、さまざまな力を持つ前述の武器やアイテムを保管・展示する倉庫。庫内の警備には鉄格子の奥に待機するデストロイヤーがあたり、有事の際には、鉄格子が消失しデストロイヤーが起動する。
ビフレスト
ユグドラシルに内包された九つの世界の移動手段となる虹の架け橋。天文台内の中央の装置に、ホーフンドもしくはグングニルを挿入することで、天文台から任意の世界へ虹色のエネルギーを放出して架け橋となる。
橋のエネルギーを最大限に広げると繋げた世界を焼き尽くし滅ぼせる戦略兵器的な使い方も可能。

#### ミッドガルド
地球そのものである世界。遠い過去にアスガルド人たちが幾度となく訪れ、その際の伝説が北欧神話として残されている。
ノルウェー
トンスベルグ
現代においてノルウェー最古の都市と呼ばれる町。嘗てラウフェイら氷の巨人群は、ここから地球を氷の世界に変えて支配しようとし、アスガルド軍と戦闘を繰り広げた。後に戦いを終えたオーディンが、テッセラクトをこの地へと置き、聖堂の者たちによって数千年間厳重に隠されてきた。
アメリカ合衆国
ニューメキシコ州
プエンテ・アンティグオ
本作の主な舞台の一つとなる、小さな田舎町。ジェーンたちはこの町を拠点に天文観測を行なっていた。
郡立病院（County Hospital）
ニューメキシコ州の総合病院で、ジェーンたちによって気絶したソーが一時入院するが、そこで目覚めたソーは採血を拒否して暴れた挙句に腰に麻酔を打たれたり、密かに施設から抜け出そうとして駐車場でジェーンたちに自動車で再び轢かれたりと、散々な目に遭ってしまう。
ベースキャンプ
プエンテ・アンティグオから西に80キロの地点に落着したムジョルニアが作ったクレーターをS.H.I.E.L.D.が抑えて完成させた仮設研究所。
カリフォルニア州
ジョイント・ダーク・エナジー・ミッション・ファシリティーズ
本作のエンドロール後に登場する、NASAの研究施設。
S.H.I.E.L.D.
国際平和維持組織。本作では、ムジョルニアやワームホール（ビフレスト）の研究調査と、これらに関与するソーの監視を行う。

#### ヨトゥンヘイム
概要
氷の巨人やフロスト・ビーストたちが住む世界。
『マイティ・ソー/ダーク・ワールド』にも登場する。

## 製作

### 企画
かつてサム・ライミ監督が『ダークマン』の後に『ソー』を映画化する話があったが、実現せず、映画化企画はマーベル・スタジオが軌道に乗る1997年4月まで破棄された。その後、映画『X-メン』の成功により映画化が現実味を帯びてきた。その後テレビ映画として作り、UPNが放送し、タイラー・メインをソー役にする話があった。2000年5月、マーベル・スタジオはArtisan Entertainmentに融資を求めるが、企画倒れになってしまう。その後、ソニー・ピクチャーズ エンタテインメントが映画化権を獲得し、2004年12月、デヴィッド・S・ゴイヤーに監督・脚本が依頼された。2005年に、ゴイヤーとマーベルで話し合いが行われたが、その後、彼は企画から外れた。
2006年4月、パラマウントがソニーから映画化権を買い取り、マーク・プロトセヴィッチが脚本を書くことになった。同年、映画はマーベル・スタジオが制作すると発表された。2007年8月、マシュー・ヴォーンが本作を監督する契約を交わした。ヴォーンはプロトセヴィッチの初期案に3億ドルの製作費を見込み、1億5000万ドルまで落とすために脚本が書き直された。またヴォーンは2008年後半にクランクインの予定だった。『アイアンマン』の成功後、マーベル・スタジオは『アイアンマン2』でソーを紹介し、2010年6月4日に『マイティ・ソー』を公開予定と発表した。

### プリプロダクション

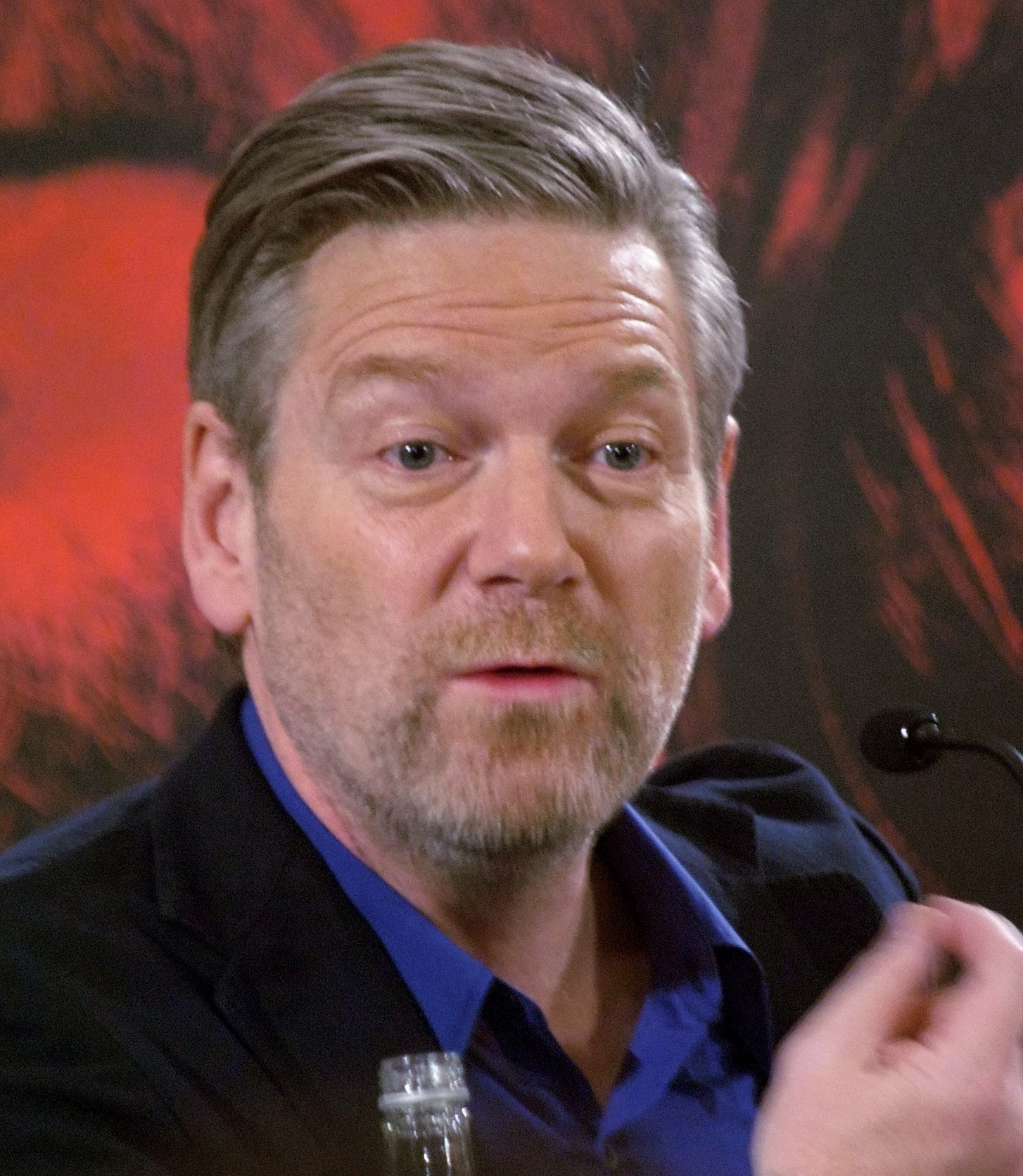
ロンドンでのプロモーション時のケネス・ブラナー監督（2011年4月）。

2008年5月にヴォーンの契約が切れると、マーベルは再度プロトセヴィッチに脚本を書かせ、新たな監督を探した。2008年9月には、D・J・カルーソがプロジェクトを引き受ける話が出てきた。その後、ケネス・ブラナーへの交渉が行われ、2008年12月に彼の雇用が発表された。ブラナーは2010年1月の撮影開始を希望し、マーベル・スタジオの予定だった2010年7月16日から約1年遅れの2011年6月17日に公開日を遅らせることとなった。その後、2011年7月22日公開予定の同スタジオ製作映画『キャプテン・アメリカ/ザ・ファースト・アベンジャー』から間隔を空けるために公開日は2011年5月20日に変更された。2009年2月、『アイアンマン』でニック・フューリーを演じたサミュエル・L・ジャクソンが、本作を含む9作品に同役で出演する契約を交わした。だがジャクソンは2010年4月のインタビューで、『マイティ・ソー』に出演する予定はないと述べた。2011年2月、『レイト・ナイト・ウィズ・ジミー・ファロン』にて、ジャクソンは『マイティ・ソー』でのシーンを撮影中と明らかにした。
2009年2月、ソー役の俳優を探すオーディションが行われた。25歳前後の俳優を探し、2009年5月にクリス・ヘムズワースと交渉した。後日、マーベルは以前にブラナーと働き、当初主演に考えられていたトム・ヒドルストンをロキ役にキャスティングしたと発表した。マーベル・スタジオのケビン・ファイギはヘムズワースとヒドルストンの両者との契約成立を6月に明かした。フィージはまた、映画では現代の地球とアスガルドの両方が舞台だが、ソーの人間体であるドナルド・ブレイク医師の設定は無いと述べた。
ヘムズワースとヒドルストンが決まった後、残りのキャストが埋まり始めた。7月、マーベルはナタリー・ポートマンがジェーン・フォスターを演じると発表した。9月、ジェイミー・アレクサンダーとコルム・フィオールがキャストに加わり、アレクサンダーがシフ、フィオールが役名不明の悪役を演じるだろうと報じられた。スウェーデンのニュースサイト『Ystads Allehanda』のインタビューで、ステラン・スカルスガルドのキャスト参加を述べた。10月下旬までに、アンソニー・ホプキンスがオーディンに配役された。さらに数週間後、マーベルはウォリアーズ・スリーをキャスティングし、ファンドラルをスチュアート・タウンゼント、ホーガンを浅野忠信、ヴォルスタッグをレイ・スティーヴンソンが演じると発表した。数日後、イドリス・エルバのヘイムダール役でのキャスト参加が発表された。
ナタリー・ポートマンはインタビューにて、女優のカット・デニングスがプロジェクトにかかわるのを明らかにした。デニングスは、ポートマン演じるジェーン・フォスターの同僚のダーシー役となった。12月、レネ・ルッソがソーの養母でオーディンの妻のフリッガ役に振り当てられた。その後、ジョゼフ・ガット、トロイ・ブレンナ、ジョシュア・コックスが役名不明でキャスティングされたことが明らかになった。また2010年1月、アドリアナ・バラッザが脇役でキャストに参加。撮影開始の数日前、「創造性の違い」からスチュアート・タウンゼントが降板し、ファンドラル役はジョシュア・ダラスに変わった。『スパイダーマン4』の製作遅延に伴い、パラマウントとマーベル・エンタテインメントは、公開日を2週間繰り上げて2011年5月6日に変更した。

### 撮影
2008年10月、マーベル・スタジオは『アイアンマン2』、『マイティ・ソー』、『キャプテン・アメリカ: ザ・ファースト・アベンジャー』、『アベンジャーズ』の計4作の撮影の為にカリフォルニア州マンハッタンビーチのラリースタジオと長期契約した。主要撮影は2010年1月11日開始。2月、パラマウントがビーチ撮影のためにカリフォルニア州デル・マー市と交渉したと報じられた。3月15日、撮影場所はニューメキシコ州ガリステオに移った。4月、パラマウントは撮影のための移動費用が高額であるとしてデル・マーでの撮影を諦め、カリフォルニア北部に変更した。

### ポストプロダクション
主要撮影は5月6日に完了し、ポストプロダクションが始まったとクリス・ヘムズワースが明らかにした。特殊効果はフランスのBUF Compagnieが主導となり、デジタル・ドメインと協力して行われる。2010年6月、クリス・ヘムズワースの衣装のコンセプト・アートが公開された。
2010年7月、『ロサンゼルス・タイムズ』は本作と『キャプテン・アメリカ』の2作が3D映画として公開予定であると報じた。プロデューサーのケヴィン・ファイギによると、撮影では3Dカメラを使わないが、ポストプロダクションの段階からステレオDによる3D変換として製作される。
2010年10月、2、3の新しい場面のために撮り直しをしたと報じられた。
2011年3月、編集の際に劇場公開版からアドリアナ・バラッザのシーンが取り除かれた。ケネス・ブラナーはカットした理由の説明と謝罪の手紙を彼女に送った。バラッザは「映画が素晴らしい出来で、才能ある俳優たちと共演した場面がカットされるのは残念ですが、私は映画の性質を理解しており、そして場面がカットされることは珍しいことではありません」と答えた。バラッザは劇場公開版では一場面のみ登場する。
2011年5月、エンドクレジット後のステラン・スカルスガルドとサミュエル・L・ジャクソンのシーンは『アベンジャーズ』のジョス・ウェドンが監督したと明らかとなった。

## 音楽
『マイティ・ソー (サウンドトラック)』
本作の音楽はパトリック・ドイルが手掛け、ブエナ・ビスタ・レコードよりアルバム盤が発売された。エンディング曲にはフー・ファイターズの「ウォーク」が使用された。

## 公開
2011年4月17日にオーストラリアのシドニーでワールド・プレミアが行われた。アメリカでは5月2日にハリウッドのエル・キャピタン劇場で行われた。

### 宣伝

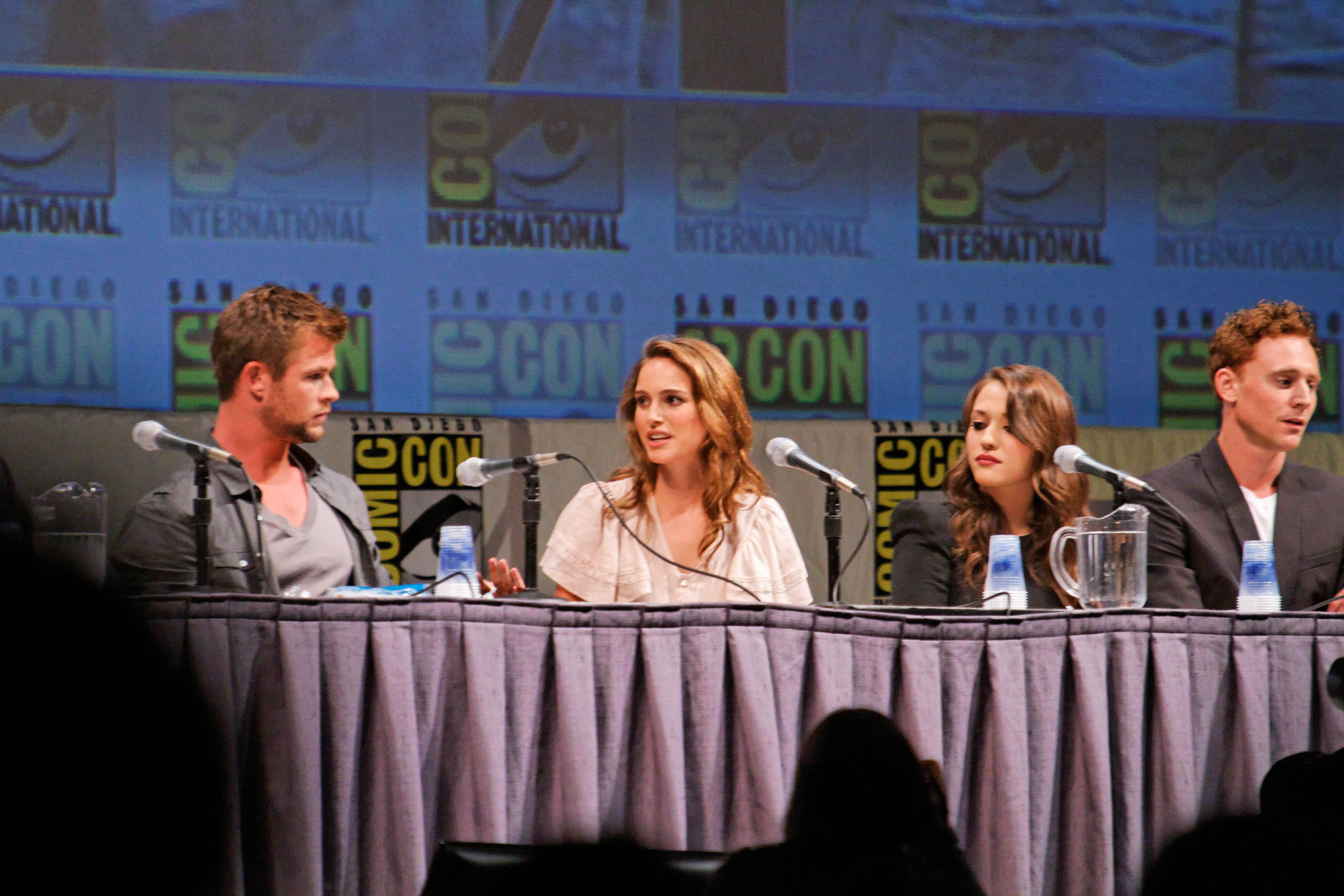
2010年のコミコン・インターナショナルでのヘムズワース、ポートマン、デニングス、ヒドルストン

2010年のコミコン・インターナショナルで予告編（5分以上）が初公開され、インターネット上に流出した。一般向けの第一弾ポスターは2010年12月9日に公開され、翌10日には予告編が公開された。2011年2月、フォックス放送が中継する第45回スーパーボウルで30秒のテレビスポット（広告料は300万ドル）が流された。マーベル・スタジオとアキュラは共同で2011年のシカゴ・コミック・アンド・エンターテインメント・エキスポでバイラル・マーケティングを開始した。この他の公式プロモーション・パートナーはバーガーキング、ドクターペッパー、セブン-イレブン、Visaなど。
本作の公開に合わせて、マーベルアニメーションによるテレビアニメの製作が発表された。また、ビデオ映画『勇者ソー: アスガルドの伝説』が5月17日に発売された。
さらにセガで本作をベースとしたコンピュータゲーム Thor: God of Thunder が開発され、2011年5月3日に発売された。このゲームではクリス・ヘムズワースとトム・ヒドルストンが声の出演を果たした。

## 評価

### 興行収入
世界で最も早い一般公開はオーストラリアの2011年4月21日で、公開3日間で580万ドルと『ワイルド・スピード MEGA MAX』に次いで初登場2位となった。これは、2008年の『アイアンマン』を1%上回る成績である。その翌週、56市場で公開され、週末に8920万ドルを売り上げた。北アメリカでは、公開初週末に約6600万ドルを記録、その内10%の約660万ドルは、213か所のIMAX劇場による。2011年5月18日時点で北米で1億7793万1000ドル、それ以外の国々で2億6170万ドルの興収を記録。

### 批評家の反応
本作は批評家には概ね好意的な反応を得ており、Rotten Tomatoesでは231のレビュー中77%が支持して「フレッシュ」となっており、平均点は10点満点で6.7点を獲得した。また、Metacriticでは、39のレビューで100点満点中58点となっている。
『ハリウッド・リポーター』誌のメーガン・レーマンは「雷神のハンマーを投げつける衝撃音で今年のスーパーヒーローの夏がスタートする」と述べた。『シカゴ・サンタイムズ』のリチャード・ローパーは、「オリジナルのスパイダーマン以来最も愉快なスーパーヒーローのデビューだ」と評した。
逆に、『シカゴ・サンタイムズ』のロジャー・イーバートは「マーケティングには成功しているが作品としては失敗」と、否定的なレビューを書いた。また、『ニューヨーク・タイムズ』のA・O・スコットは、「想像以上に商業的成功への打算がプログラムされた一例」と、映画を嫌った。『ロサンゼルス・タイムズ』のケネス・トゥランは、絶賛も酷評もせず、「予測できる要素とできないものとの美的なにらみ合い」と記した。トゥランはヘムズワース、ホプキンス、エルバの演技を称賛したが、特殊効果が矛盾し、地球でのストーリーに目新しさが無いと感じていた。

## ソフト化
日本ではパラマウント ジャパンよりBlu-ray、DVDが2011年10月21日に発売された。

## 続編と他のMCU作品とのタイ・イン
- 2011年4月、マーベル・スタジオの社長のケヴィン・ファイギは、『アベンジャーズ』に続いて「新たな映画でソーは新しい冒険を始め、キャプテン・アメリカは現代の世界を探検し続けるだろう」と語った[86]。
2011年6月、ウォルト・ディズニー・ピクチャーズは『マイティ・ソー/ダーク・ワールド』 を2013年7月26日に公開し、クリス・ヘムズワースのソー役での続投を発表した。ケネス・ブラナーは監督しないが、プロデューサーとして参加を続ける[87]。また後日、脚本のドン・ペイン続投も報じられた[88]が、11月8日に延期した。
- 本作ではS.H.I.E.L.D.のエージェントの1人・ホークアイが初登場する。ソーがムジョルニアを取り戻すため暴れまわるのを制圧するため召集され、弓矢を射つこともないカメオ出演だったが、後の『アベンジャーズ』に繋がる伏線となった。また、ソーも終盤でコールソンに「世界を守るためなら同盟を組んでもいい」と語る。
- 中盤、エリック・セルヴィグ教授が「自分の知り合いのガンマ線研究者がS.H.I.E.L.D.の連中と関わっている」と語るのはハルク（ブルース・バナー）を想起させる。
- 同じく中盤、地球に送り込まれたデストロイヤーを見たS.H.I.E.L.D.エージェントの「スタークの物か？」という台詞は、アイアンマンを想起させる。
- 終盤、S.H.I.E.L.D.長官のニック・フューリーがセルヴィグに解析を依頼する四次元キューブ（コズミック・キューブ）は「インフィニティ・ストーン」と呼ばれる強大なエネルギーを秘めた結晶の一つであり、『キャプテン・アメリカ/ザ・ファースト・アベンジャー』『アベンジャーズ』など他のMCU作品にも度々登場する。
- マーベル・スタジオ恒例であるスタン・リーのカメオ出演は今回も行われ、地球に落下したムジョルニアを持ち上げるため集まった群衆の中で、ムジョルニアを引っ張りあげようとするトラックの運転手役で登場している。